# White Spirit (gruppo musicale)
 I White Spirit sono stati un gruppo musicale heavy metal originario di Hartlepool, Inghilterra, ricordato soprattutto perché in essi esordì il chitarrista Janick Gers, che ha successivamente suonato con Ian Gillan, Fish, Bruce Dickinson, e infine, gli Iron Maiden. Altri membri della band erano Bruce Ruff (voce), Malcolm Pearson (tastiere), Phil Brady (basso) e Graeme Crallan (batteria).

## Storia
I White Spirit, co-fondati da Gers e Crallan nel 1975, sono considerati parte della cosiddetta new wave of British Heavy Metal, sebbene il loro suono fosse più vicino a quello degli hard rock degli anni '70 e a quello di gruppi come Deep Purple o Uriah Heep. La band ha pubblicato il proprio singolo di debutto, Backs to the Grind, nel 1980, per l'allora nascente etichetta indipendente Neat Records, specializzata in musica heavy metal. La B-side era Cheetah, che sarebbe successivamente apparsa anche nella compilation Lead Weight, sempre pubblicata da Neat Records, e ancora nella retrospettiva New Wave of British Heavy Metal '79 Revisited, uscita in doppio LP e CD nel 1990 e compilata da Lars Ulrich, batterista dei Metallica, e dall'ex editore di Kerrang! Geoff Barton. I White Spirit sono apparsi in diverse altre importanti compilation NWOBHM, come il volume 2 di Metal for Muthas, l'EP Muthas Pride, Brute Force e 60 Minutes Plus.
Con l'impennata dei NWOBHM, i White Spirit passarono all'etichetta MCA sulla quale pubblicarono il loro primo e unico album nel 1980. L'album era intitolato White Spirit e la copertina fu disegnata da Michael Spaldin, che in seguito avrebbe lavorato alla scenografia per i Gillan. Nello stesso anno, i White Spirit si esibirono al Reading Festival.
Il gruppo subì un duro colpo nel 1981, quando il chitarrista Janick Gers accettò l'offerta dall'ex frontman dei Deep Purple, Ian Gillan, di unirsi al suo gruppo solista, i Gillan appunto, al posto di Bernie Torme.  Gers, coi Gillan, registrò gli album Double Trouble e Magic, prima che Ian Gillan decidesse di sciogliere la band e di unirsi ai Black Sabbath. Gers fece anche parte del supergruppo inglese (che ebbe vita breve) Gogmagog, assieme a ex membri di Def Leppard, Iron Maiden e Whitesnake. Il gruppo si sciolse dopo aver pubblicato un solo EP, I Will Be There, nel 1985.
Il bassista dei White Spirit Phil Brady suonò, in seguito, con i Therapy, band metal del Teesside, dal 1990 al 1991, aiutandoli a raggiungere le semifinali della competizione "Battle Of The Bands" al Rio's di Bradford nel 1990. Lasciò i White Spirit dopo il loro primo album in studio e fu sostituito da Ian Shuttleworth. Il batterista Graeme Crallan, noto anche come "Crash", si unì ai Tank nel 1984 e suonò nel loro album Honor & Blood. Lasciò i Tank l'anno successivo. Crallan è morto al Royal Free Hospital di Hampstead il 27 luglio 2008 dopo una caduta a York Way, a Londra.
L'omonimo album della band è stato ristampato nel 2005 dall'etichetta Castle, con materiale bonus contenuto in un secondo disco: rarità, demo, versioni e take alternative e lati B. Il più notevole tra questi brani aggiuntivi è quello intitolato Watch Out, originariamente incluso nella compilation 60 Minutes Plus nel 1982, registrato dopo che il cantante Bruce Ruff aveva lasciato la band. Al suo posto cantò il futuro cantante di Ted Nugent e Bad Company, Brian Howe. La riedizione è attualmente in stampa solo in Giappone, dove Universal Music Japan ha pubblicato l'album come re-mastered Limited Edition SHM (Super High Material technology) in formato CD e Mini-LP, nel 2008. Tuttavia, quest'ultima riedizione non includeva varie tracce bonus incluse nell'edizione originale Castle.

## Membri
- Bruce Ruff - voce (1975-1981)
- Brian Howe - voce (1981)
- Janick Gers - chitarra (1975-1981)
- Phil Brady - basso elettrico (1975-1981)
- Graeme Crallan - batteria (1975-1981)
- Malcolm Pearson - tastiere (1975-1981)

## Discografia

### Album in studio
- White Spirit (1980)

### Compilation
- Metal for Muthas Volume II (1980, EMI Records) (High Upon High)
- Muthas Pride - EP 12" (1980, EMI Records) (Red Skies)
- Brute Force (1980, MCA Records) (Back to the Grind)
- Lead Weight - LP (1981, Neat / Base Records) (Cheetah)
- 60 minuti Plus - cassetta (1982, Neat Records) (Watch Out)
- All Hell Let Loose - LP (1983, Base Records) (Watch Out)
- Metal Minded - CD (1987, Prism Entertainment) (Watch Out)
- New Wave of British Heavy Metal '79 Revisited - CD (1990, Metal Blade) (Cheetah)

### Singoli ed EP
- Backs to the Grind / Cheetah (1980, Neat Records) (UK Indie No. 3)[7]
- Midnight Chaser / Suffragettes (1980, MCA Records)
- High Upon High / No Reprieve, Arthur Guitar (1980, MCA Records)